# Бенедикт VII (папа)
Папа Бенедикт VII (на латински: Benedictus.PP.VII) е италиански благородник от рода на графовете на Тускуло, избран от духовенството и гражданите на Рим за папа в 974 с помощта на посланици на император Отон II. Изборът му е компромис, след като опита на отлъчения антипапа Бонифаций VII за превземане на папството със сила не успява. За своя понтификат Бенедикт VII промотира монашеството. Свиква и председателства синод срещу симонията. Свиква Латернаски събор. Умира в 983 г. след 9 години на папския престол.